# Шљивно (Бања Лука)
Шљивно је насељено мјесто на подручју града Бање Луке, Република Српска, БиХ, без иједног стално настањеног становника. Ово насељено мјесто припада мјесној заједници Павићи.

## Географски положај
Село Шљивно је једно од села доњег Змијања, на око 25 km југозападно од Бање Луке.

## Историја
Насеље Шљивно се први пут спомиње у историјским списима 1541. године.

## Други светски рат
Известан број Срба успео је да се спаси бекством. 12 наоружаних усташа 27. јула 1941. године дошли су аутомобилом у село Шљивно, бањалучки срез, да воде свештеника Јована Марчетића, чим их је овај из дворишта видео није се много предомишљао, већ је иако стар 60 година, прескочио ограду високу метар и по и склонио се у оближњу пшеницу, где је остао док усташе нису отишле. Из свог склоништа посматрао је како усташе претражују кућу, двориште, шталу и пљачкају му имовину.
Шљивно је после Другог светског рата имало близу хиљаду становника, српске националности. Током 1960-их и 1970-их година становништво је присилно расељено због изградње војног полигона на Мањачи. Изградњом полигона Шљивно је угашено, као и неколико околних села доњег Змијања.

## Привреда
Данас на подручју Шљивна нема привредних објеката.

## Култура и образовање
У Шљивну је недавно обновљена сеоска црква и то је данас једина „жива“ грађевина у сеоском атару.
Месно гробље у Малом Шљивну са старим споменицима у виду стећака је под заштитом и проглашено за национални споменик Републике Српске.

## Становништво
| Националност       | 1991. | 1981. | 1971.        | 1961. |
| Срби               |       |       | 105 (99,05%) | 818   |
| остали и непознато |       |       | 1 (0,94%)    |       |
| Укупно             | 0     | 0     | 106          | 818   |

| Демографија | Демографија | Демографија |
| Година      | Становника  | Становника  |
| ----------- | ----------- | ----------- |
| 1961.       | 818         |             |
| 1971.       | 106         |             |
| 1981.       | 0           |             |
| 1991.       | 0           |             |

## Знаменитости
- Православна црква Благовијести Пресвете Богородице у Шљивну
- Православно гробље у Малом Шљивну, под заштитом државе као национални споменик.

## Знамените личности
- Витомир Милетић, српски сликар

## Збирка слика
- Део Доњег Змиљања код Шиљвна
- Храм Благовијести Пресвете Богородице у Шљивну
- Табла са назнаком заштите шљаванског гробља
- Шљиванско језеро